# A buen juez, mejor testigo
A buen juez, mejor testigo es una leyenda de versos octosílabos de José Zorrilla incluida en su volumen Poesías (1838) e inspirada en la tradición toledana del Cristo de la Vega, que, milagrosamente, declara como testigo del incumplimiento de una promesa de boda.
En 1906 el compositor Conrado del Campo, utilizando este poema, compuso una obra para recitador y cuarteto de cuerda en seis movimientos titulada El Cristo de la Vega y 1926 Federico Deán Sánchez dirigió una adaptación cinematográfica homónima.